# Пфлюгер, Никлаус
Никлаус Пфлюгер (нем. Niklaus Pfluger) — швейцарский католический священник, первый ассистент генерального настоятеля Священнического братства св. Пия X. 

## Биография
Родился в Энзингене (Швейцария, кантон Золотурн) 3 ноября 1958 года. В 1978 году поступил в основанную семинарию арх. Марселем Лефевром семинарию в Цайцкофене (Германия). Рукоположён в священный сан арх. Марселем Лефевром 1 июля 1984 года в Цайцкофене. Служил в Оберрите, затем в Базеле. В 1989 году назначен настоятелем швейцарского округа Братства. В 1991—1998 годах ректор семинарии в Цайцкофене; затем вновь настоятель швейцарского округа. В 2004—2006 годах — настоятель немецкого округа. На генеральном капитуле Братства в июле 2006 года избран на второй по значимости пост после генерального настоятеля — первого ассистента.